# Wollersdorf (Neuendettelsau)

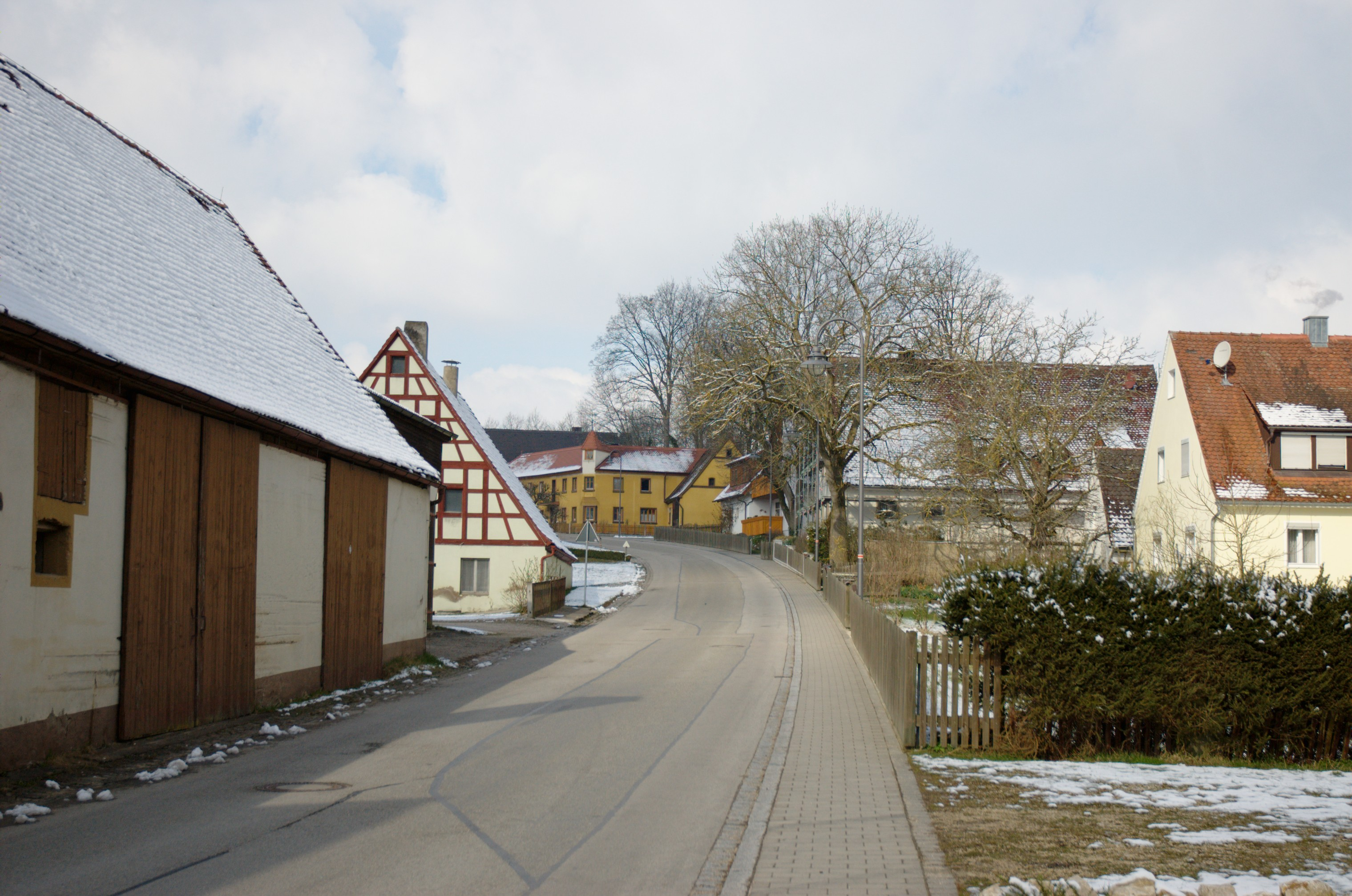
Wollersdorf

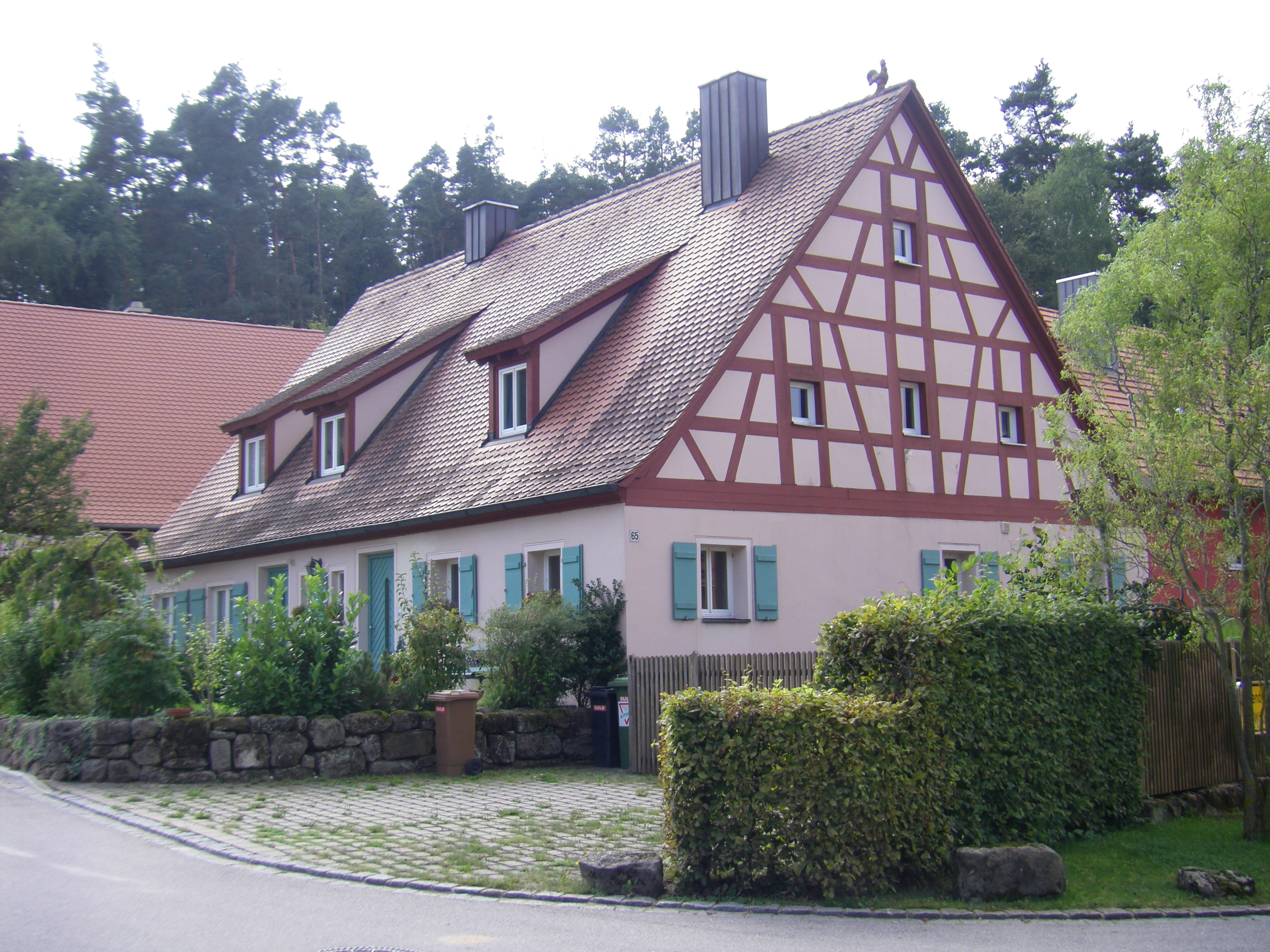
Baudenkmal Haus Nr. 65

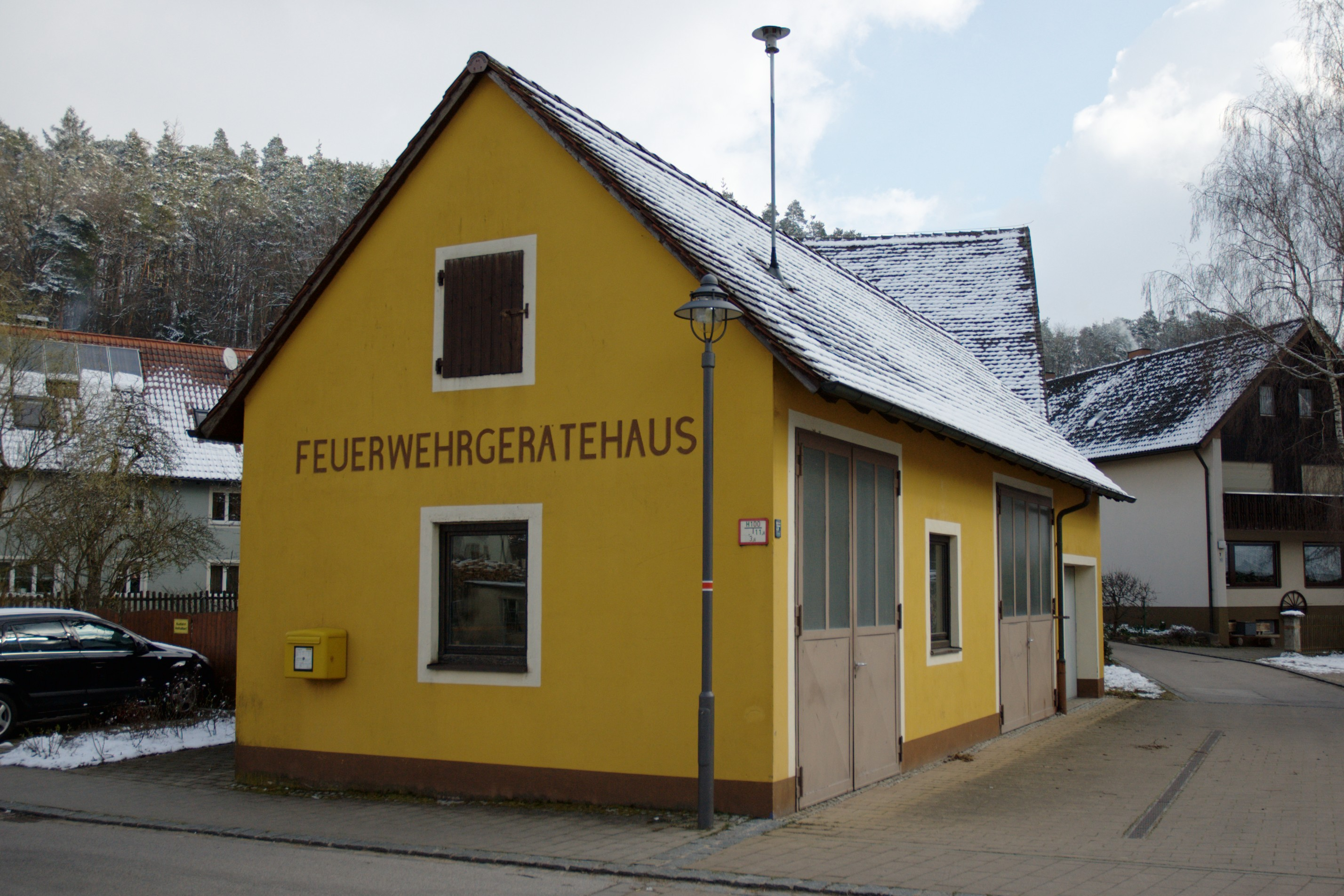
Feuerwehrhaus

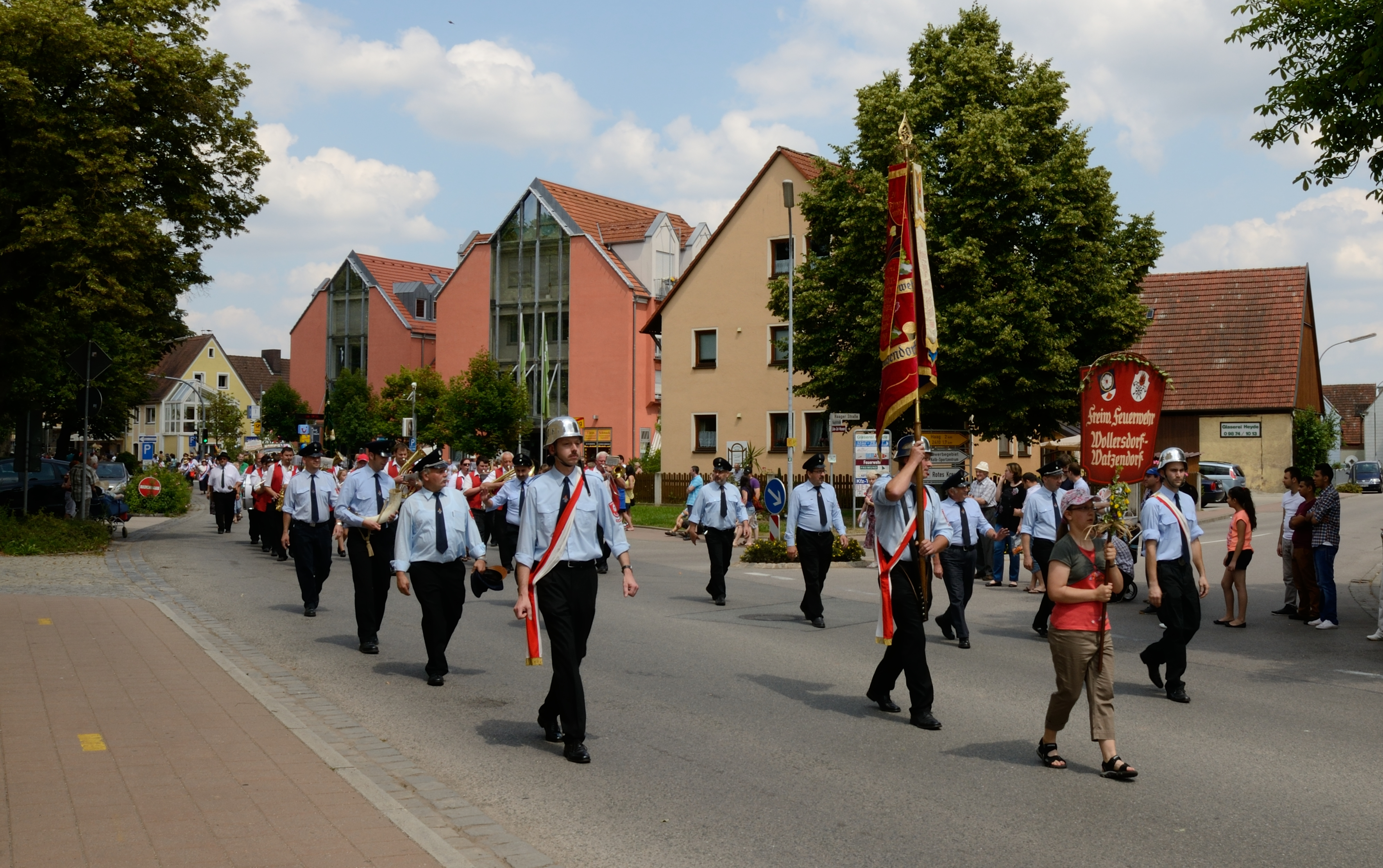
Freiwillige Feuerwehr Wollersdorf-Watzendorf auf dem Kirchweihumzug Neuendettelsau (2013)

Wollersdorf (fränkisch: Wollasch-dorf) ist ein Gemeindeteil der Gemeinde Neuendettelsau im Landkreis Ansbach (Mittelfranken, Bayern). Die Gemarkung Wollersdorf hat eine Fläche von 5,664 km². Sie ist in 721 Flurstücke aufgeteilt, die eine durchschnittliche Flurstücksfläche von 7855,12 m² haben. In ihr liegt neben dem namensgebenden Ort der Gemeindeteil Watzendorf.

## Geografie
Das Dorf liegt im Tal der Aurach, in die als linker Zufluss der Triebenbach mündet. Der Ort ist umgeben von Wald, südwestlich vom Klosterholz, südlich vom Gesäten Wald und nordwestlich von den Breiten Büschen. In Norden liegt die Flur Hinterfeld (auch: Häslesfeld genannt) und im Nordosten die Flur Am Stadtweg. Über die Kreisstraße AN 17, die durch Wollersdorf führt, gelangt man nach Triebendorf (1,8 km nordwestlich) bzw. nach Bertholdsdorf (1,5 km östlich). Gemeindeverbindungsstraßen führen nach Watzendorf (1,6 km südwestlich) und zu einer Gemeindeverbindungsstraße (1,5 km nordöstlich) zwischen Kitschendorf (0,6 km östlich) und Triebendorf (1,4 km westlich).

## Geschichte
Der Ort wurde in einer Liste der Kirchweihen des Eichstätter Bischofs Otto (1192/1196) als „Volandesdorf“ erstmals urkundlich erwähnt. Das Bestimmungswort des Ortsnamens ist der Personenname Wolfland. In dieser Liste wurde auch die Wollersdorfer Stefanskirche erwähnt.
Den Herren von Pfefferbalg gehörte im Ort ursprünglich das Gefälle einer Mühle. Dieses wurde 1404 an das Klarakloster zu Nürnberg verkauft, die es ein Jahr später dem Kloster Heilsbronn verkauften. Insgesamt erwarb das Kloster noch vier Höfe. Neben dem Kloster gab es viele weitere Dorfherren. Diese Zersplitterung führte bis ins 16. Jahrhundert häufig zu Konflikten. Im Jahr 1529 unterstanden der Hauptmannschaft Hergersbach der Reichsstadt Nürnberg zwei Untertansfamilien im Wollersdorf.
Im 16-Punkte-Bericht des Oberamts Windsbach aus dem Jahr 1608 wurden für Wollersdorf acht Mannschaften verzeichnet: eine Mühle und zwei Höfe unterstanden dem Klosterverwalteramt Heilsbronn, ein Gut der Kirche (?) Bertholdsdorf, ein Hof und ein Gut der Reichsstadt Nürnberg und zwei Höfe dem Rittergut Wilhermsdorf. Außerdem gab es ein Gemeindehirtenhaus. Das Hochgericht übte das brandenburg-ansbachische Kasten- und Stadtvogteiamt Windsbach aus. Laut dem 16-Punkte-Bericht des Klosteramts Heilsbronn von 1608 gab es vier Heilsbronner Anwesen (zwei Höfe und zwei Köblergüter).
Während des Dreißigjährigen Kriegs verödete und verfiel der ganze Ort, der erst durch protestantische Vertriebene aus Österreich neu besiedelt wurde. Auch die Kirche verfiel, da die Mittel für die Restaurierung fehlten. Schließlich wurden Ziegel und Steine dieser Kirchenruine gegen den Widerstand der Dorfbevölkerung für die Restaurierung der Weißenbronner Kirche (1716) und der Errichtung eines dortigen Pfarrhauses (1738) abgetragen, so dass von der Kirche nichts mehr erhalten war. Man weiß nur, dass sie von einem Friedhof mit einer großen Mauer umgeben war und das Gemäuer 26 Fuß lang und 18 Fuß breit war.
Gegen Ende des 18. Jahrhunderts gab es in Wollersdorf 13 Anwesen und ein Gemeindehirtenhaus. Das Hochgericht übte das Kasten- und Stadtvogteiamt Windsbach aus, die Dorf- und Gemeindeherrschaft hatte das Klosterverwalteramt Heilsbronn. Alle Anwesen hatten Brandenburg-Ansbach als Grundherrn (Klosterverwalteramt Heilsbronn: 5 Halbhöfe, 1 Gut, 2 Gütlein, 1 Mühle, 1 Tropfhaus; Kastenamt Windsbach: 1 Hof, 2 Gütlein). Von 1797 bis 1808 unterstand der Ort dem Justiz- und Kammeramt Windsbach. Im Geographischen statistisch-topographischen Lexikon von Franken (1804) wurde Wollersdorf noch als Filialkirchdorf bezeichnet. Der Hopfenbau hat an Bedeutung gewonnen und soll „von solcher vorzüglichen Güte“ gewesen sein, „daß er dem Böhmischen und Spalter gleich geachtet“ wurde.
1806 kam Wollersdorf an das Königreich Bayern. Im Rahmen des Gemeindeedikts wurde Wollersdorf dem 1808 gebildeten Steuerdistrikt Bertholdsdorf und der 1810 gegründeten Ruralgemeinde Aich zugeordnet. In den Jahren 1811 und 1812 erfolgte der Wechsel zum Steuerdistrikt Aich, es wurde aber bereits 1816 wieder dem Steuerdistrikt Bertholdsdorf zugeschlagen. Mit dem Zweiten Gemeindeedikt (1818) entstand die Ruralgemeinde Wollersdorf, zu der Watzendorf gehörte. Sie war in Verwaltung und Gerichtsbarkeit dem Landgericht Heilsbronn zugeordnet und in der Finanzverwaltung dem Rentamt Windsbach. Von 1862 bis 1879 gehörte Wollersdorf zum Bezirksamt Heilsbronn, seit 1880 zum Bezirksamt Ansbach (1939 in Landkreis Ansbach umbenannt). In der Finanzverwaltung war das Rentamt Heilsbronn zuständig (1919 in Finanzamt Heilsbronn umbenannt), seit 1929 ist es das Finanzamt Ansbach. Die Gerichtsbarkeit blieb beim Landgericht Heilsbronn (1879 in Amtsgericht Heilsbronn umbenannt), seit 1956 ist das Amtsgericht Ansbach zuständig. Die Gemeinde hatte 1964 eine Gebietsfläche von 5,639 km².
In den 1940er Jahren gab es in Wollersdorf eine Posthilfstelle. Im Zuge der Gebietsreform in Bayern wurde Wollersdorf am 1. Januar 1972 nach Neuendettelsau eingemeindet.

### Historische Ortskarte

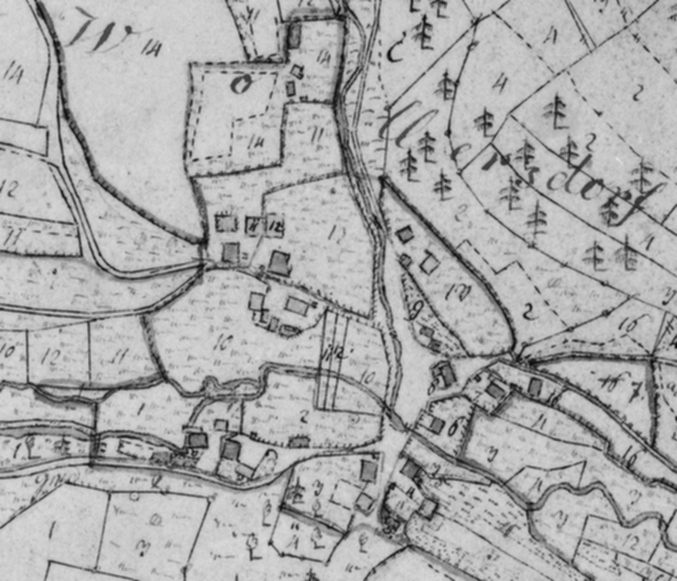
Ortsplan 1821

### Bau- und Bodendenkmäler
- Überreste der abgegangenen Kirche St. Stefan auf dem Grundstück Nr. 70[23]
- Haus Nr. 1 (ehemalige Wassermühle): zweigeschossiger Bau des 18. Jahrhunderts mit zweigeschossigem Giebel und Fachwerkobergeschossen[23]
- Haus Nr. 3: eingeschossiger Bau mit zweigeschossigem Fachwerkgiebel, 18./19. Jahrhundert[24]
- Haus Nr. 65: ehemaliges Wohnstallhaus, eingeschossiges Gebäude mit Steildach, mit Fachwerkgiebel, 18./19. Jahrhundert[23]
- Haus Nr. 73: eingeschossiges Wohnstallhaus, Fachwerkgiebel, frühes 19. Jahrhundert[23]
- mittelalterlicher und frühneuzeitlicher Altort von Wollersdorf[23]

### Einwohnerentwicklung
Hinweis: Die untenstehenden Tabellen erscheinen in der Druckversion nicht vollständig. Sie müssen in Querformat separat ausgedruckt werden (→ Einwohnerentwicklung).
Gemeinde Wollersdorf
| Jahr      | 1818   | 1840   | 1852   | 1855   | 1861   | 1867   | 1871   | 1875   | 1880   | 1885   | 1890   | 1895   | 1900   | 1905   | 1910   | 1919   | 1925   | 1933   | 1939   | 1946   | 1950   | 1952   | 1961   | 1970   |
| Einwohner | 133    | 202    | 211    | 222    | 223    | 246    | 230    | 216    | 223    | 248    | 226    | 208    | 198    | 198    | 202    | 213    | 199    | 189    | 178    | 244    | 229    | 220    | 186    | 181    |
| Häuser    | 25     | 33     |        |        |        |        | 42     |        |        | 42     | 42     |        | 42     |        |        |        | 40     |        |        |        | 38     |        | 40     |        |
| Quelle    | [ 26 ] | [ 27 ] | [ 28 ] | [ 28 ] | [ 29 ] | [ 30 ] | [ 31 ] | [ 32 ] | [ 33 ] | [ 34 ] | [ 35 ] | [ 36 ] | [ 37 ] | [ 36 ] | [ 38 ] | [ 36 ] | [ 39 ] | [ 36 ] | [ 36 ] | [ 36 ] | [ 40 ] | [ 36 ] | [ 20 ] | [ 41 ] |

Ort Wollersdorf
| Jahr      | 001818 | 001836 | 001840 | 001861 | 001871 | 001885 | 001900 | 001925 | 001950 | 001961 | 001970 | 001987 | 002007 | 002013 |
| Einwohner | 90     | 124    | 136    | 156    | 153    | 173    | 146    | 147    | 154    | 137    | 131    | 146    | 165    | 163    |
| Häuser    | 17     | 19     | 23     |        |        | 30     | 30     | 29     | 27     | 29     |        | 28     |        |        |
| Quelle    | [ 26 ] | [ 42 ] | [ 27 ] | [ 29 ] | [ 31 ] | [ 34 ] | [ 37 ] | [ 39 ] | [ 40 ] | [ 20 ] | [ 41 ] | [ 43 ] | [ 44 ] | [ 1 ]  |

### Gemeindevorsteher
- 1820–1832 Johann Georg Ruttmann
- 1832–1840 Johann Vollet
- 1840–1845 Johann Georg Roth
- 1845–1858 Michael Georg Schmidt
- 1858–1873 Leonhard Johann Meyer
- 1873–1883 Johann Lingmann
- 1883–1895 Georg Wernecke
- 1895–1912 Johann Lingmann
- 1912–1929 Hans Adam Schrödel
- 1929–1945 Johann Silberhorn
- 1945–1960 Georg Enßner
- 1960–1971 Johann Maurer

## Religion
Ursprünglich waren die Bewohner nach St. Maria (Großhaslach) gepfarrt. Im Jahr 1473 wurde St. Kunigund in Reuth zur Pfarrei erhoben und löste sich mit den umliegenden Orten, zu denen auch Wollersdorf zählte, von der Mutterkirche los. Bereits in der ersten Hälfte des 16. Jahrhunderts – spätestens im Jahr 1545 – wurde St. Kunigund Filiale von St. Michael (Weißenbronn). 1812 wurden Watzendorf und Wollersdorf an die Pfarrei St. Georg in Bertholdsdorf abgegeben, der die Bewohner evangelisch-lutherischer Konfession bis heute angehören.
Die Einwohner römisch-katholischer Konfession waren ursprünglich nach St. Vitus (Veitsaurach) gepfarrt, später war die Pfarrei Unsere Liebe Frau (Heilsbronn) zuständig, seit 1992 ist es die Pfarrei St. Franziskus (Neuendettelsau).

## Vereine
- Freiwillige Feuerwehr Wollersdorf-Watzendorf, gegründet am 28. Januar 1899.